# اشترانکوه
اشترانکوه یا اشتران مشهور به آلپ ایران، بلندترین نقطه استان لرستان با حدود ارتفاع ۴۲۵۰ متر است، اشترانکوه رشته‌کوهی در شرق استان لرستان است که از غرب و شمال غربی به شهرستان دورود از شمال به شهرستان ازنا و از شرق و جنوب به شهرستان الیگودرز محدود می‌شود و از چندین قله مرتفع تشکیل شده است و یکی از بلندترین رشته‌کوه‌های زاگرس است. بلندترین قله این رشته‌کوه به استناد نقشه دِم ۳۰ متر ناسا نام سن‌بران به ارتفاع ۴۰۷۱ متر است و یکی از ۱۵۱۵ قله بسیار برجسته جهان به‌شمار می‌رود. این رشته‌کوه سرچشمه یکی از سرشاخه‌های اصلی رود دز به نام ماربره است که از شهرستان دورود گذر می‌کند.
اشترانکوه در دوره کوهزایی آلپی جدید ایجاد شده است. این کوه از جمله کوه‌های جوان می‌باشد که در حدود ۳۰ میلیون سال پیش ایجاد شده است.
قله‌های بلند و پر برف، دره‌های ژرف و طولانی، رودهای دائمی، پوشش گیاهی و جانوری بسیار متنوع، روستاهای کوهپایه‌ای از جمله ویژگی‌های اشترانکوه می‌باشد که به سبب بلندی در شعاع ۱۰۰ کیلومتری به خوبی پیدا است. گفته می‌شود نام آن به سبب وجود قله‌های ۸ گانه که برخی از آن‌ها بلندتر از ۴۰۰۰ متر می‌باشد و مانند کاروانی از شتر به ردیف قرار گرفته، به شترکوه یا اشترانکوه معروف گشته است.
قله‌های مهم آن از شمال باختری به جنوب خاوری این‌هاست: چال میشان، گل‌گل، گل‌گهر، سن‌بران، کوله لایو، میرزایی، فیالسون، لگه، سراب شاه تخت، سوزنی مهرجمال، پیاره دره تخت، پیاره کمندان، ازنادر و کوله‌جنو.
در ارتفاعات اشتران‌کوه دره‌هایی یخچالی وجود دارد که در اصطلاح محلی به آن‌ها چال می‌گویند. از جمله این چال‌ها می‌توان از چال میشان، چال کبود، چال بران، چال فیالسون، چال شاه‌تخت، چال پیارو و چال همایون نام برد.
رودهای کوچک بسیاری از این قله‌ها سرچشمه می‌گیرند که ماربره، گهررود، دره دایی و دره دزدان از آن جمله‌اند. دریاچه گهر معروف به نگین اشترانکوه در یکی از دامنه‌های جنوب باختری و در دره گَهَررود شهرستان دورود قرار دارد.
دریاچه گهر که یکی از مناطق گردشگری ایران محسوب می‌شود در دامنهٔ‌جنوبی این رشته کوه در شهرستان دورود قرار دارد؛ که به نگین زاگرس معروف است.
دامنه‌های اشتران‌کوه از دیرباز محل استقرار برخی طوایف لر بوده است، پس از مهاجرت از آن‌جا و عبور از میافارقین و، آنان بعدها به اتابکان لرستان شهرت یافتند.
مراتع دامنه‌های اشتران‌کوه مورد استفاده عشایر این ناحیه است؛ و دارای جاذبه‌های طبیعی بسیاری است.

## حیات وحش
این رشته کوه در حدود سال ۱۳۴۰ از لحاظ گونه‌های جانوری و گیاهی جزء مناطق حفاظت شده قرار گرفت و در سال ۱۳۴۸ جزء محیط زیست جهانی قرار گرفت. از گونه‌های جانوری آن می‌توان به خرس قهوه‌ای، کفتارراه راه، گرگ، شغال، روباه، گراز، بز کوهی، قوچ، گربه وحشی، گربه جنگلی، سنجاب درختی، مار قیطانی و از پرندگان می‌توان به عقاب، کبک، جغد، اردک و شاهین اشاره نمود که همگی تحت حفاظت محیط زیست می‌باشند.
در اشتران‌کوه پسته کوهی به فراوانی یافت می‌شود و پوشش گیاهی متنوع آن اعم از گون، ریواس و استپ‌ها در شیب ملایم بعضی نقاط و گل‌های طبیعی و خودرو محل مناسبی برای جانوران ساکن در اشترانکوه است که در آن زاد و ولد کرده و از آنان تغذیه می‌کنند.
اشتران‌کوه پذیرای کوهنوردان و گردشگران و زمین‌شناسانی از اقصی نقاط کشور و خارج از کشور بوده که برای تفریح و ورزش و پژوهش علمی مراجعه نموده‌اند.

## منطقه حفاظت‌شده
منطقه حفاظت‌شده اشتران‌کوه یکی از مناطق حفاظت‌شده ایران شهرستان دورود است که علاوه بر دریاچه گهر، تونل برفی، چشمه قلقل و دره تخت را نیز شامل می‌شود؛ این منطقه ۹۸ هزار هکتار وسعت دارد و یکی از مهم‌ترین منابع طبیعی ایران به‌شمار می‌آید.

## جستارهای ویژه
- فهرست کوه‌های ایران
- منطقه حفاظت‌شده اشتران‌کوه